# Oni walczyli za ojczyznę
Oni walczyli za ojczyznę (org. Они сражались за Родину) – radziecki dramat wojenny z 1975 roku w reż. Siergieja Bondarczuka. Adaptacja powieści Michaiła Szołochowa pt. Walczyli za ojczyznę.

## Fabuła
Lato 1942, trwa II wojna światowa. Oddział Armii Czerwonej pod naporem atakujących Niemców, w ciężkich bojach odwrotowych, wycofuje się w stronę Stalingradu.
Film pokazuje epizod wczesnego okresu wojny na froncie wschodnim, ukazany na przykładzie małego pododdziału i jego żołnierzy-przyjaciół, szeregowców: Łopachina (bohatera walk), Strielcowa, Zwiagincewa (ciężko rannego podczas niemieckiego ataku inwalidy) i innych.

## Obsada
- Wasilij Szukszyn – szer. Łopachin
- Wiaczesław Tichonow – szer. Strielcow
- Siergiej Bondarczuk – szer. Zwiagincew
- Gieorgij Burkow – szer. Kopytowski
- Jurij Nikulin – szer. Niekrasow
- Iwan Łapikow – sierż. Popriszczenko
- Nikołaj Gubienko – por. Gołoszczokow
- Nikołaj Wołkow – szer. Nikiforow
- Andriej Rostock – kpr. Koczetygow
- Nikołaj Szytko – kucharz Lisiczenko
- Jewgienij Samojłow – płk. Marczenko
- Nonna Mordiukowa – Natalia Stiepanowna
- Innokientij Smoktunowski – chirurg
- Irina Skobcewa – lekarz półkowy
- Angelina Stiepanowa – stara kozaczka, którą Łopachin prosi o wiadro i sól
- Tatiana Bożok – sanitariuszka ratująca Strielcowa
- Lidija Fiedosiejewa-Szukszyna – Głasza
- Daniił Iliczenko – Łuka Michałycz
- Alieksiej  Wanin – szer. Borzych
- Nikołaj Gorłow – sanitariusz opatrujący Strielcowa w szpitalu
- Giennadij Sofronow – przewodniczący, szef pustego magazynu
- Boris  Nikiforow – kpt. Sumskow
- Anatolij Pieriewierzew – Chmiz
- Witalij Leonow – żołnierz
- Michaił Czigarow – żołnierz
- Stanisław Borodokin – żołnierz
- Leonid Trutniew – żołnierz
- Piotr  Mierkuriew – żołnierz
- Lew Pawłow – żołnierz niosący sztandar
- Andriej Popow – głos zza kadru

i inni.

## O filmie
Oni walczyli za ojczyznę powstał z okazji XXX-lecia zwycięstwa ZSRR nad faszyzmem. Siergiej Bondarczuk do prac nad filmem przystąpił w rozkwicie swojej filmowej kariery, będąc już znanym reżyserem, aktorem i scenarzystą. Podobnie jak w wypadku Losu człowieka z 1959 scenariusz oparł na prozie Michaiła Szołochowa, a jego realizacja, jak sam stwierdził w jednym z wywiadów była "kultywowanym od wielu lat marzeniem".

### Odbiór
Film spotkał się z pozytywnym przyjęciem zarówno widzów jak i krytyków. W ZSRR obejrzało go w kinach ponad 40 milionów widzów, co daje mu obecnie wysokie miejsca pod względem oglądalności i przychodów w rankingach rosyjskich portali filmowych. Ponad 40 lat po premierze, film Bondarczuka wciąż zaliczany jest do jednych z najlepszych obrazów o II wojnie światowej w ZSRR, regularnie przypominany w rosyjskiej TV oraz okolicznościowych pokazach filmowych (najczęściej z okazji rocznicy ataku III Rzeszy na ZSRR). W listopadzie 2016 roku minister obrony narodowej FR Siergiej Szojgu, przy asyście szefów departamentów obrony WNP, dokonał w Moskwie uroczystego odsłonięcia ulicznej instalacji rzeźbiarskiej opartej na motywie filmu (maszerujący oddział żołnierzy), poświęconej jego bohaterom jako "symbolom  walki za ojczyznę i nieopuszczania jej w najtrudniejszych chwilach".
Krytycy chwalili film za zdjęcia i obsadę aktorską (Łapikow, Mordiukowa, Szukszyn, Tichonow, Bondarczuk). Dla Wasilija Szukszyna była to ostatnia rola w życiu. Aktor zmarł podczas zdjęć do filmu w październiku 1974 roku, na siedem miesięcy przed jego premierą. Z tego powodu, w ostatnich scenach filmu Szukszyna dublował Jurij Sołowiow, a podczas jego udźwiękowiania, głosu jego bohaterowi użyczył Igor Jefimow.

### W Polsce
W Polsce, film miał swoją premierę w listopadzie 1976 roku w ramach przeglądu filmowego "Dni Filmu Radzieckiego". W kinach obejrzało go ponad 1,3 mln widzów, a krytycy zachwycali się zwłaszcza kreacją Szukszyna.

### Nagrody
Film otrzymał kilka znaczących w ówczesnym świecie socjalistycznym nagród, chociaż dziś już zupełnie "egzotycznych" z punktu widzenia kina światowego. 
Były to:
- 1975 – nagroda tygodnika "Sowietskij ekran" za najlepszy film i najlepszą rolę męską dla Szukszyna
- 1976 – nagroda Związku Antyfaszystowskich Bojowników Czechosłowacji na XX MFF w Karlowych Warach
- 1977 – nagroda dla Siergieja Bondarczuka za najlepszą reżyserię, dla Tatiany Bożok za najlepszą rolę drugoplanową, nagroda zbiorowa dla 27 odtwórców ról żołnierzy oddziału radzieckiego na XIV MFF w Panamie
- 1977 – Nagroda Państwowa RFSRR im. Braci Wasiliewych